# Градска већница (Беч)
Бечка градска већница је седиште локалне самоуправе Беча, која се налази на тргу Ратхаус у Првом бечком округу. Зграда већнице је грађена од 1872. до 1883. године у неоготичком стилу према плановима Фридриха фон Шмита. У Већници се налази канцеларија градоначелника Беча, као и службе Градског већа и Бечког Ландтага. 

## Историја
До средине 19. века, канцеларије у старој Бечкој градској већници су постале премале. Стару зграду Већнице је 1316. године подигао аустријски војвода Фридрих Лепи, а обновио ју је барокни архитекта Јохан Бернхард Фишер фон Ерлах око 1700. године. Када је 1860-их изграђена раскошна улица Рингштрасе, расписан је конкурс за изградњу нове зграде Градске већнице, на којем је победио немачки архитекта Фридрих фон Шмит.
Градоначелник Кајетан фон Фелдер се заложио за локацију на булевару где су истовремено подигнуте бројне велике зграде, попут Бечке државне опере, зграде Аустријског парламента, главне зграде Бечког универзитета или зграде Дворског позоришта. Трошкови изградње нове Градске већнице износили су укупно око 14 милиона флорина. Трошкове су сносили град Беч и влада Цислајтаније.

## Дизајн зграде
Дизајн богато украшене фасаде направљен је по узору на готичку архитектуру фламанских и брабантских секуларних зграда попут, на пример, Градске куће у Бриселу. Бечка градска већница има пет кула укључујући централну кулу висине 98 метара. 21. октобра 1882. на врху је постављена статуа Ратхаусмана, која је убрзо постала један од симбола Беча. Сама структура, простире се на површини о 19.592 квадртна метра. Укупан простор од око 113.000 квадратних метара простире се на тридесет спратова и два подрума са 2.987 соба. Зграда је углавном је грађена циглама украшеним кречњаком, добијеним углавном са планине Лејта.
У Бечкој градској већници се налази и историјски ресторан "Подрум бечке већнице". Традиционални ресторан се састоји од неколико барокних сала, где се сервирају традиционални бечки специјалитети.
Насупрот Градској већници је велики парк - Ратхауспарк.

## Структура зграде
Градска кућа Беча има следећу структуру од врха до дна:
- Главна кула
- Поткровље
- 2. спрат
- 1. спрат
- Полуспрат
- Приземље
- 1. ниво подрума
- 2. ниво подрума

На врху торња високог 98 метара, стоји гвоздена скулптура човека са заставом, званог Ратхаусман. Ова скулптура је висока 3,4 метра. Дизајнирао ју је Александар Нер, а израду је финансирао мајстор бравар и власник фабрике Лудвиг Вилхелм.

### 1. спрат
Балска сала се налази на првом спрату, са погледом на Рингштрасе, Дворско позориште и центар града. Балска сала на 1. спрату дуга је 71 метар и простире се на ширину од 20 метара. Балска сала се налази поред банкетне сале и северног бифеа.
Сала за састанке Општинског већа и сала за састанке Општинског сената се такође налазе на првом спрату.

### Приземље
Преко приземља има много улаза у Бечку градску већницу. Постоје улази са севера, југа и запада.
„Народна дворана“, налази се у приземљу, одмах испод плесне дворане на првом спрату.
Поред тога, од 1927. године у приземљу градске куће борави градска стража, специјална јединица бечке професионалне ватрогасне бригаде. Њихове дужности укључују стандардне дужности одговора на пожар и остале ванредне ситуације.

### Први ниво подрума
Први ниво подрума, који се назива и Подрум бечке градске куће, први пут је отворен 12. фебруара 1899. године. Уметнички дизајн је надгледао Јозеф Урбан, а историјске мурале Хајнрих Лефлер. Први ниво подрума има бројне просторије укључујући Витешку дворану, Зелену дворану и Подрум Гринцингер.
Обимна реновирања су обављена 1925., 1952., и 2005. године, где су историјски мурали и столарија у потпуности обновљени.

## Новија реновирања
Дана 27. септембра 2012. започели су радови на реновирању на пројекту који би требало да буде вредан 35 милиона евра за реновирање зграде до краја 2024. године, где ће се радови одвијати у 11 фаза и обухватити 40.000 м².
Током свеобухватне обнове, која се очекује до 2024. године, централна кула градске куће имаће тренутно највећу уметничку инсталацију у Аустрији, површине 1500 m², а то је заштитна завеса иза скела које су монтиране око централне куле. Слику на великој површини заштитне завесе су креирали ЛГБТ уметници Ешли Ханс Шејрл и Јакоб Лена Кнебл и приказује две црвене фигуре, привидно женске, али ипак безполне контуре које алудирају на двоје аутора, 100 година Црвеног Беча и друге теме.

## Галерија фотографија
- Простор на коме је изграђена Градска већница (фотографија из 1860. године)
- Градска већница 1885. године.
- Спомен плоча заслужнима за изградњу нове зграде Бечке градске већнице.
- Скулптуре на згради Већнице.
- Скулптуре на згради Већнице.
- Ратхаусман на врху куле
- Градска већница ноћу
- Фестсал у Већници (2019).
- Клизалиште на тргу испред Већнице (30. јануар 2018)
- Ватрогасна стража испред зграде Већнице.